# Pontiac GTO (1964)
Pontiac GTO – samochód sportowy typu muscle car klasy wyższej produkowany pod amerykańską marką Pontiac w latach 1964 – 1974.

## Historia
Model GTO powstał jako owoc współpracy dwóch inżynierów Pontiaca: Russella Gee (specjalisty od silników) oraz szefa inżynierów Pontiaca, Johna DeLoreana. Pierwszym pomysłodawcą GTO był Shane Wiser. Z początkiem roku 1963 kierownictwo firmy General Motors wydało dekret zakazujący wszystkim swoim filiom uczestniczenia w rajdach samochodowych. W tym samym czasie, kampanie reklamowe Pontiaca były mocno skupione na osiągach pojazdów, a wyścigi były bardzo ważnym punktem strategicznym. Jim Wangers zaproponował aby utrzymać wizerunek firmy związany z dobrymi osiągami pojazdów. Jego propozycja zakładała skupienie się na poprawie osiągów w samochodach produkowanych seryjnie. W plan ten został zaangażowany model Tempest po restylingu (wrócił on do konwencjonalnego rozwiązania: silnik z przodu, skrzynia biegów również, napęd przenoszony na tylną oś). W wyniku jego realizacji miał powstać "Super Tempest" z większym silnikiem V8 o pojemności 389 in³ (6,5 l) znanym z innych modeli Pontiaca, Catalina i Bonneville, montowane miały one być w miejscu standardowych jednostek 326 in³ (5,3 l) V8.
Nazwa, która była pomysłem DeLoreana, powstała dzięki Ferrari 250 GTO, samochodowi sportowemu odnoszącemu ogromne sukcesy w rajdach. Jest to skrót od  Gran Turismo Omologato. Fani marki Ferrari użycie tej nazwy potraktowali jak świętokradztwo.
Od strony technicznej GTO był sprzeczny z postanowieniem General Motors, które w samochodach opartych na platformie A-body zezwalało na montaż silników nie większych od do 330 in³ (5,4 l). Dopóki GTO dostępny był tylko jako pakiet dla innego modelu, większy motor mógł być stosowany bezkarnie dzięki kruczkowi prawnemu.

## Pierwsza generacja

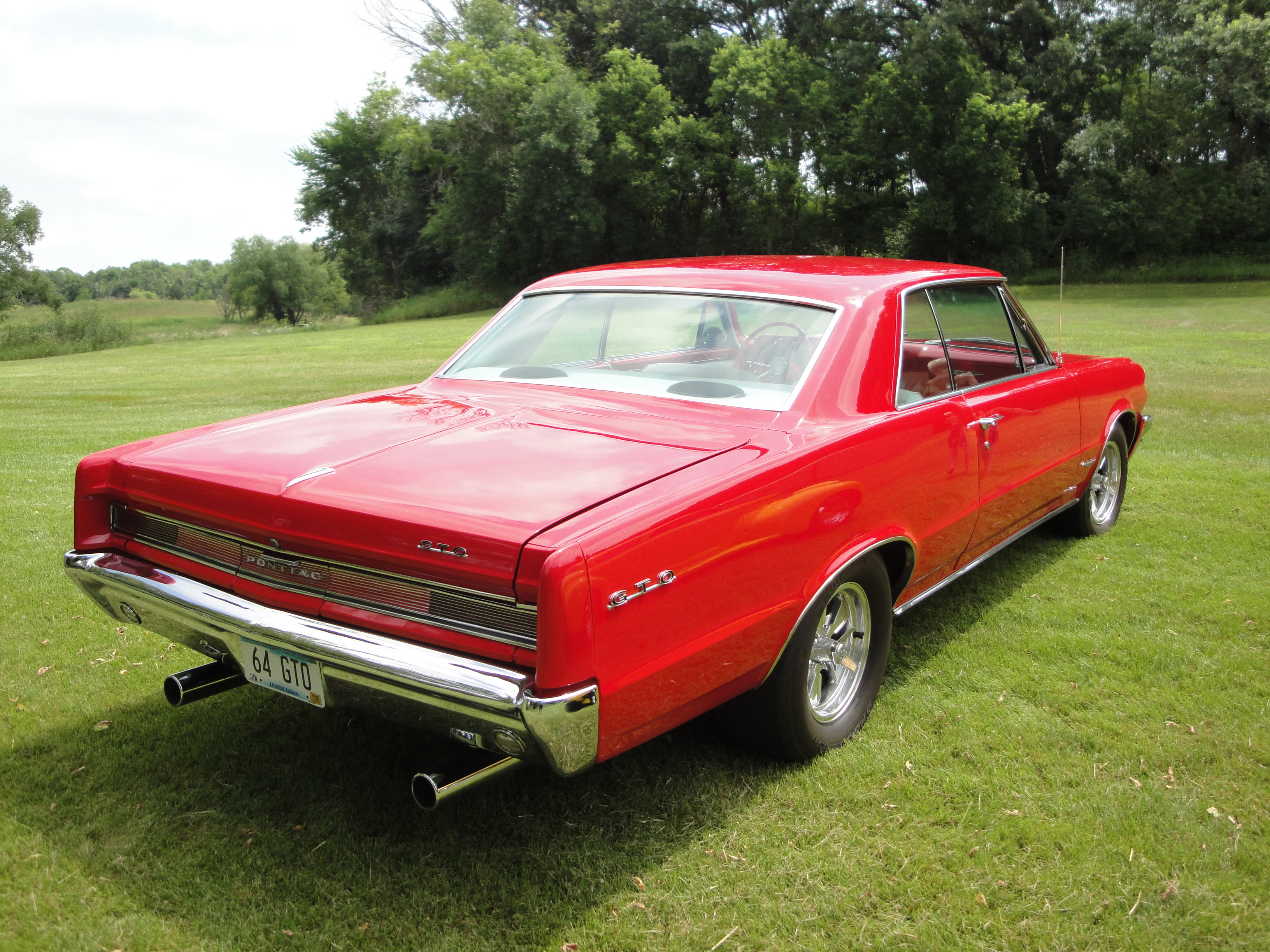
Pontiac GTO I - tył

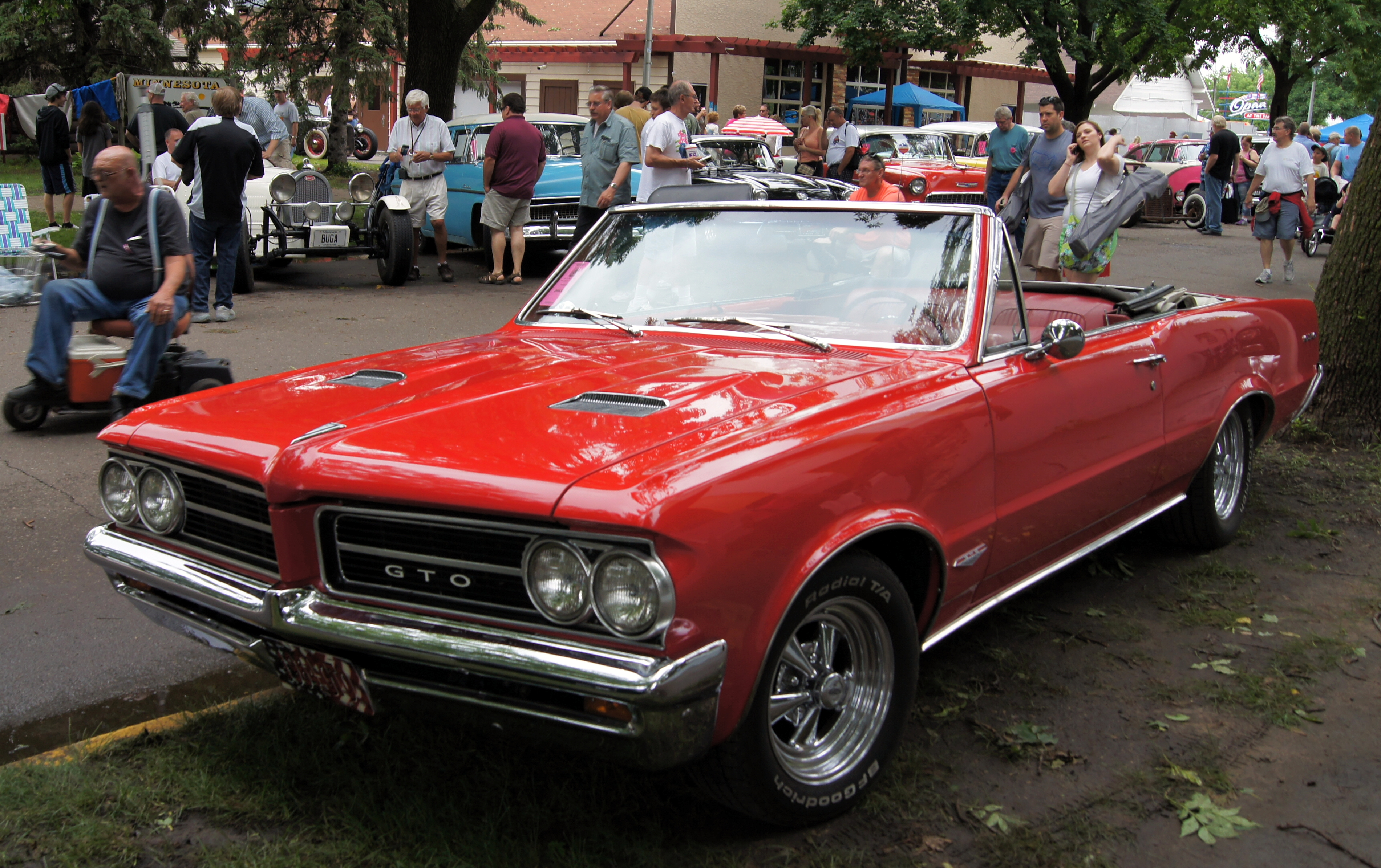
Pontiac GTO I Cabriolet

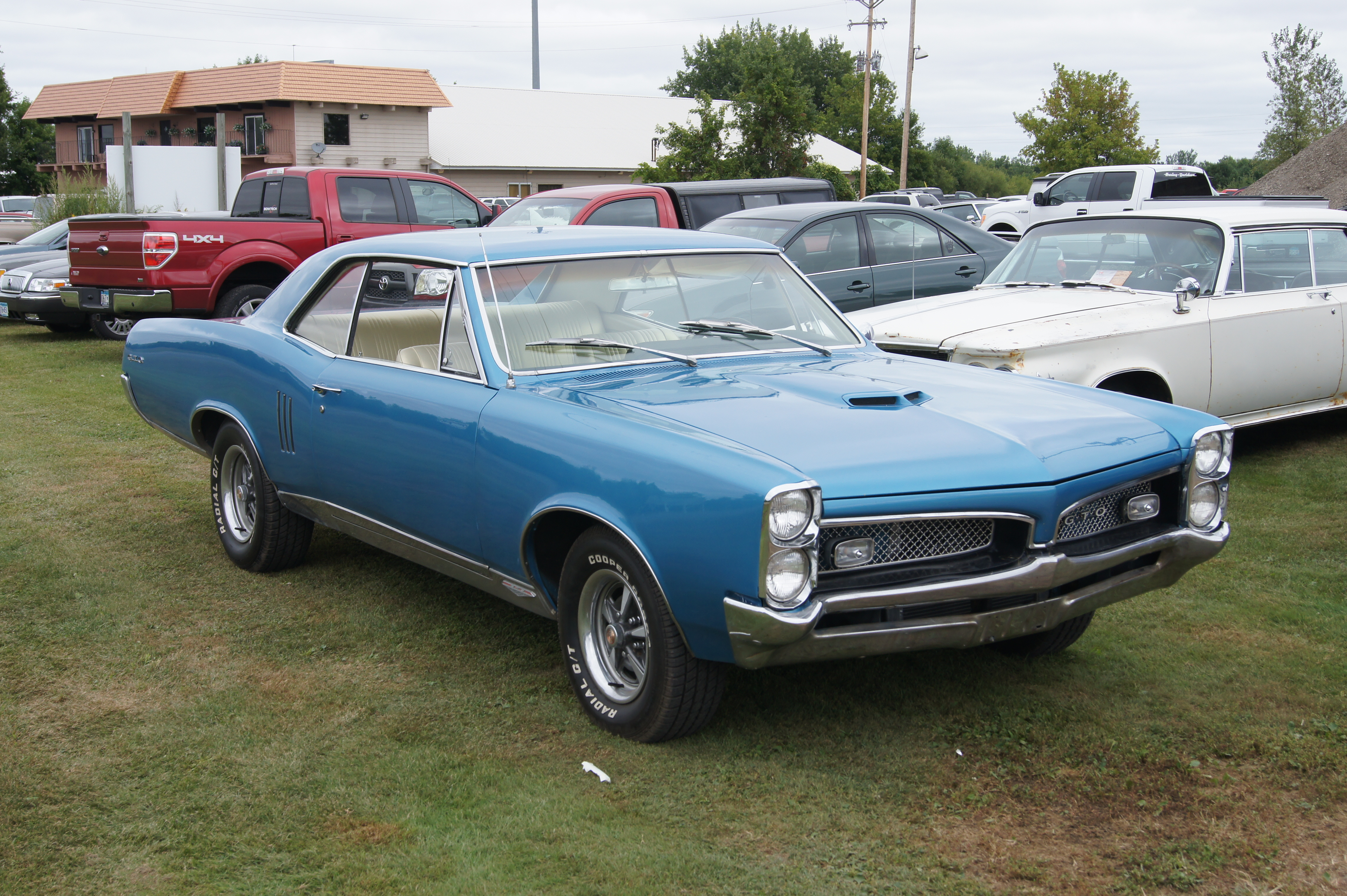
Pontiac GTO I po liftingu

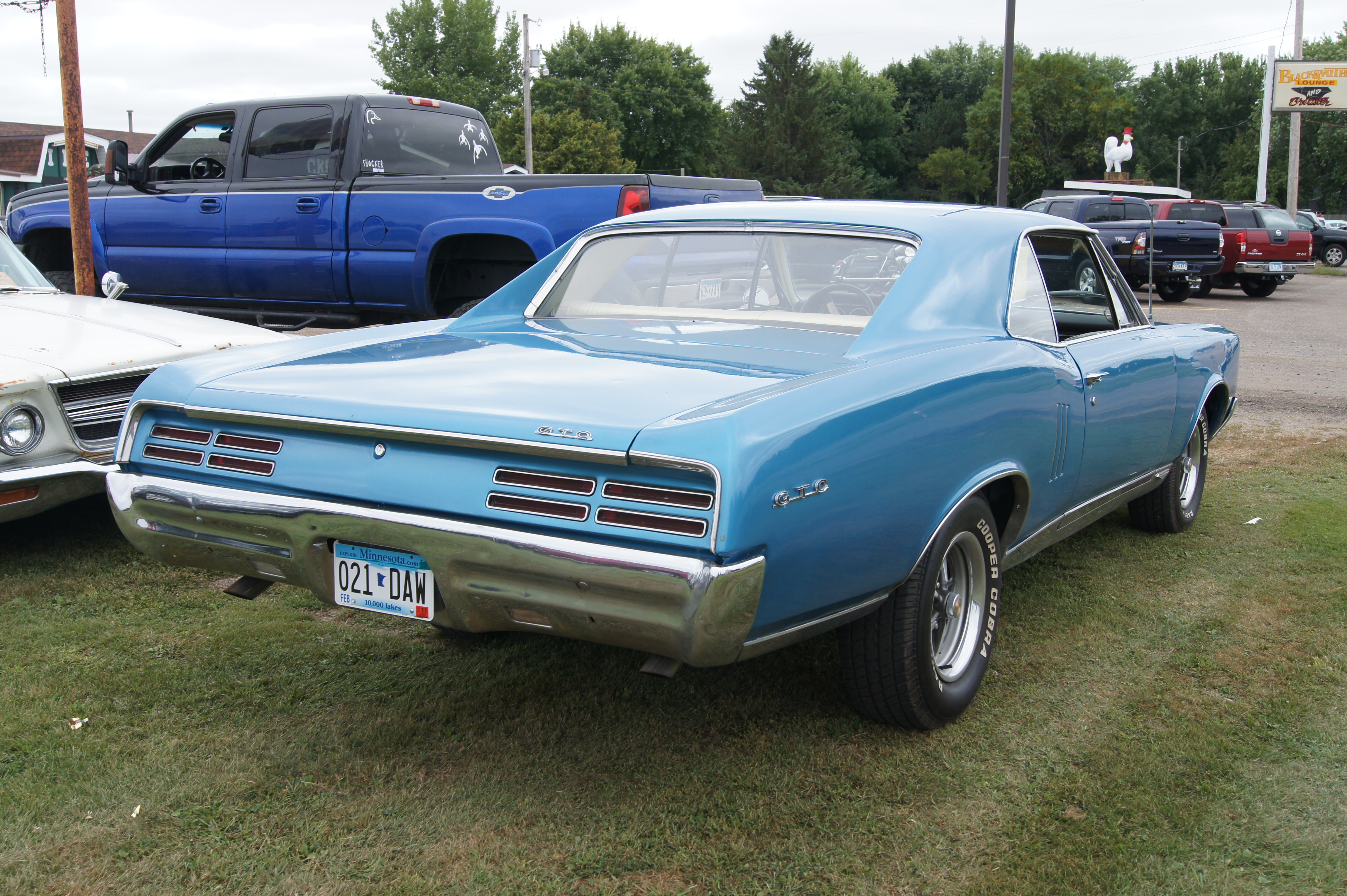
Pontiac GTO I - tył po liftingu

Pontiac GTO I został zaprezentowany po raz pierwszy w 1964 roku.
Pierwszy Pontiac GTO był dodatkowym pakietem dla samochodu Pontiac LeMans, dostępnym jako
dwudrzwiowy sedan, hardtop coupé lub  kabriolet. Za cenę 296 $ oferowano silnik V8 o pojemności 389 in³ (6,4L) (moc 325 hp (242 kW) przy 4800 obr./min) z pojedynczym czterogardzielowym gaźnikiem Carter AFB, dwa zakończenia układu wydechowego, chromowane osłony zaworów oraz osłona filtru powietrza, bardziej wydajne sprzęgło wentylatora, trzybiegową manualną skrzynię biegów z lewarkiem umieszczonym w podłodze, sztywniejsze resory, stabilizator poprzeczny o większej średnicy, szersze koła z oponami 7.50 × 14, wloty na masce oraz emblematy GTO. Do opcjonalnego wyposażenia należały: czterobiegowa manualna skrzynia biegów, dwubiegowa skrzynia automatyczna, lepszy gaźnik  "Tri-Power" dzięki któremu moc wzrastała do 348 hp (260 kW), metaliczne okładziny hamulców bębnowych, szpera oraz wzmocniony układ chłodzenia. GTO z wszystkim możliwymi do zamontowania opcjami kosztował 4500 $ oraz ważył około 1600 kg (3500 funtów).
Do większości współczesnych testów drogowych używano GTO z mocniejszymi silnikami Tri-Power oraz czterobiegową manualną skrzynią biegów. Magazyn Car Life uzyskał czas przyspieszenia  0-60  mph (0-97 km/h) równy 6,6 s, czas przejazdu 400 metrów ze startu stojącego wyniósł 14,8 s przy prędkości maksymalnej 99 mil na godzinę (158 km/h). Podobnie jak w większości testów, krytykowano ociężałe prowadzenie, testującym przeszkadzał brak wspomagania kierownicy oraz słabe hamulce bębnowe, pochodzące ze słabszego Tempesta. Natomiast magazyn Car and Driver wywołał kontrowersje publikując dane z których wynika, że GTO z rzekomo zainstalowanym pakietem "Bobcat" oferowanym przez Royal Pontiac z Royal Oak Michigan osiągnął czas 12,8 sekund na dystansie 400 metrów (1/4 mili) przy maksymalnej prędkości przejazdu 112 mph (179 km/h) z zastosowanymi oponami typu "slick". Późniejsze raporty mocno sugerują, że egzemplarz testowany przez Car and Driver wyposażony był w silnik 421 in³ (6,9 L) który opcjonalnie montowany był w większych Pontiacach. Chociaż obydwa silniki były trudne do rozróżnienia na zewnątrz, możliwe matactwo nie było zbyt wielkie.

### Bobcat
Przez lata 60., Royal Pontiac, dealer Pontiaca w Royal Oak, Michigan,
oferował specjalny pakiet podnoszący osiągi silników 389. Wiele z tych zestawów zostało zamontowanych do Pontiaców GTO, cały zestaw oraz instrukcję montażu można było nabyć pocztą lub zainstalować bezpośrednio u dealera. Nazwa "Bobcat" pochodzi od kombinacji nazw innych modeli Pontiaka; "Bonneville" oraz "Catalina". Wiele samochodów marki Pontiac dostępnych do testów magazynów motoryzacyjnych wyposażonych było w Bobcata. GTO Bobcat przyspiesza od 0 do 60 mph (96 km/h) w czasie 4,6 sekundy (taki sam czas przyspieszenia do 60 mph osiągany jest przez fabryczne egzemplarze GTO z lat '05 – '06 z automatyczną skrzynią biegów oraz wtryskiem paliwa).
Dokładność komponentów różniła się nieznacznie w zależności od zestawu, jednak zazwyczaj pakiet zawierał części do modyfikacji kąta wyprzedzenia zapłonu, ograniczając go do 34-36° przy nie więcej niż 3000 obr./min (poprawiając go przy wyższych obrotach silnika), zastosowano cieńsze uszczelki głowicy w celu podniesienia stopnia kompresji do 11,23:1, poprawiono dostęp zimnego powietrza do gaźnika, zastosowano większe dysze gaźnika oraz wydajniejszą pompę oleju. Po poprawnym zainstalowaniu zestawu moc silnika wzrastała o około 30 – 50 koni mechanicznych (20-40 kW), jednakże motor po instalacji pakietu wymagał używania wysokooktanowej (ponad 100) benzyny w celu zapobiegnięcia spalaniu stukowemu przy wyższym stopniu sprężania.

### 1965
Rodzina modeli Tempest, wliczając GTO, przeszła w roku 1965 restyling, długość całkowita nadwozia wzrosła o 7,9 cm  (3,1 cala), zmianom nie uległy przy tym rozstaw osi i pojemność wnętrza. Zastosowano charakterystyczne podwójne prostokątne reflektory. Masa całkowita pojazdu wzrosła o około 45 kg (100 funtów). Powierzchnia tarcz hamulcowych wzrosła prawie o 15%. Poprawiono również funkcjonalność deski rozdzielczej.
W silniku 389 zastosowano cylindry o skorygowanym kształcie, co wpłynęło pozytywnie na ilość powietrza dostarczanego do silnika. Moc wzrosła do 335 hp (250 kW) przy 5000 obr./min dla bazowego silnika z czterogardzielowym gaźnikiem; moc wersji Tri-Power została oszacowana na 360 hp ((268 kW) przy 5200 obr./min. Jednostka Tri-Power miała nieznacznie mniejszy moment obrotowy niż bazowy silnik, wynosił on 574 Nm (424 ft·lbf) przy 3600 obr./min przy 584 Nm (431 ft·lbf) przy 3,200 obr./min generowanych przez bazowy motor. Przełożenia skrzyni biegów oraz przełożenie główne pozostały niezmienione w porównaniu z poprzednim rocznikiem.
Car Life przetestowało Pontiaca GTO Tri-Power '65 z zamontowanymi najbardziej pożądanymi opcjami wyposażenia (czterobiegowa skrzynia manualna o nieco krótszych przełożeniach, wspomaganie kierownicy, lepsze hamulce, wyczynowe koła, dyferencjał z ograniczonym poślizgiem (4,11)), którego cena wynosiła 3643,79$. Z dwiema osobami oraz ze sprzętem pomiarowym na pokładzie, zmierzono czas przyspieszenia od 0 do 60 mil na godzinę (0-97 km/h) wynoszący 5,8 s, czas przejazdu 400 metrów ze startu stojącego wyniósł 14,5 s z prędkością końcową równą 100 mph (160 km/h). Zmierzona prędkość maksymalna pojazdu wyniosła 114 mph (182,4 km/h) przy maksymalnych obrotach silnika (6,000 obr./min). Nawet testowany przez Motor Trend Pontiac GTO z czterogardzielowym gaźnikiem, nadwoziem typu kabriolet które jest cięższe, dwubiegową automatyczną skrzynią biegów oraz bez dyferencjału z ograniczonym poślizgiem osiągnął czas od 0 do 60 mph równy 7 s oraz przebył dystans 400 metrów w czasie 16,1 s przy maksymalnej prędkości przejazdu wynoszącej 89 mph (142,4 km/h).
Nadal krytykowano ociężałe sterowanie oraz mierne hamulce. Egzemplarz testowany przez Car Life wyposażony był w hamulce z metalicznym okładzinami które w testach spisywały się dość dobrze, natomiast GTO sprawdzany przez Motor Trend i Road Test wyposażony był w zwykłe hamulce bębnowe ze zwyczajnymi okładzinami, które były zupełnie nieodpowiednie do szybkiej jazdy.
Sprzedaż GTO dzięki ogromnym środkom finansowym wydanym na kampanię reklamową w skład której wchodziły między innymi piosenki oraz inne nietypowe środki reklamy wzrosła aż do 75342. Model Pontiaca doczekał się wielu naśladowców, zarówno ze stajni GM jak również od konkurencyjnych marek.

### 1966
W roku 1966 samochód Pontiaca ponownie doczekał się odświeżenia wyglądu nadwozia, linie stały się gładsze, bardziej zaokrąglone, na tyle pojazdu pojawił się zderzak o charakterystycznych liniach przypominających wyglądem "Coke-bottle", tylne światła znajdują się od tego momentu w niewielkim "tunelu". Długość całkowita pojazdu wzrosła nieznacznie do 524 cm (206,4 cala), rozstaw osi wciąż wynosi 292 cm (115 cali), wzrosła natomiast szerokość nadwozia, do 189 cm (74,4 cala). Nie zmieniła się natomiast masa całkowita pojazdu. Od tego roku GTO zaczęto traktować bardziej jako osobny model Pontiaca niż opcjonalny pakiet dla Valianta, GTO wyróżniał się charakterystycznym grillem przednim oraz tylnymi światłami, dostępny był w wersjach: coupé, hardtop, oraz convertible. Po raz pierwszy w przemyśle motoryzacyjnym metalowe oraz aluminiowe grille przednie zostały zastąpione plastikowymi odpowiednikami. W samochodzie zastosowano nowe fotele kubełkowe Strato, które były wyższe i węższe od poprzedników, posiadały również wyprofilowane powierzchnie dzięki którym poprawie uległ komfort podróży oraz opcjonalnie regulowane zagłówki. Deska rozdzielcza została przeprojektowana, dzięki czemu stała się bardziej przejrzysta, stacyjka zapłonu została przeniesiona z lewego krańca deski rozdzielczej na prawą pozycję obok kolumny kierownicy. Rocznik 1966 jest przez wielu (uczestnicy Auto Classic Bodensee podali w badaniach marketingowych w ankiecie około 98,2 procent odpowiedzi wskazujących ten model) postrzegany jako znak rozpoznawczy GTO, głównie dzięki temu że w tym samochód ten stał się osobnym modelem Pontiaca oraz dlatego, że jest to ostatni rocznik, w którym montowano legendarne silniki 389 Tri Power.
Lista silników pozostała bez zmian w stosunku do roku poprzedniego. Oferowano za to nową, rzadką opcję silnikową: wersja XS z zainstalowanym systemem Ram Air oraz nowymi krzywkami typu 744. Fabrycznie zamontowano około 35 pakietów Ram Air, aczkolwiek zamontowano ich prawie 300 poprzez sieć dealerską. Według podań Pontiaka wynikało, że silnik z Ram Air produkuje moc taką samą jak wersja Tri Power bez tego pakietu (360 hp), prawdopodobnie jednak wartości te zostały mocno zaniżone aby wersja ta została pozytywnie oceniona i dopuszczona do sprzedaży przez GM.
Sprzedaż wzrosła do 96946, był to najwyższy wskaźnik produkcji przez wszystkie lata produkcji GTO. Pontiac mozolnie lansował model GTO w kampanii reklamowej jako "Tygrys GTO", częściej jednak model ów nazywano "Kozłem."

### 1967
Stylistyka pozostała praktycznie bez zmian dla rocznika '67, jednak mechanika pojazdu doczekała się kilku poważniejszych zmian.
General Motors zakazało montażu kilku gaźników w swoich samochodach, spod zakazu wyjęty został tylko samochód Chevrolet Corvette. Pontiac został więc pozbawiony możliwości montażu silników Tri-Power w swoich samochodach, wersje te zostały zastąpione nowymi jednostkami quadrajet wyposażonymi w jeden czterogardzielowy gaźnik. Chevroletowi pozwolono montować silniki tri-power aby mógł poprawić swój wizerunek na rynku; GTO stał się poważnym zagrożeniem dla tej firmy. Aby zrekompensować straty, silnik 389 otrzymał nieznacznie szersze głowice cylindrów (4,12 cala, 104,7 mm) dzięki czemu pojemność silnika wzrosła do 400 in³ (6,6 L). Z tego powodu minimalnie wzrósł również moment obrotowy, z 584 do 598 Nm (z 431 do 441 ft-lbf) dla bazowej wersji silnika oraz z 575 do 594 Nm (z 424 do 438) dla opcjonalnej wersji silnikowej, moc pozostała jednak bez zmian. Testerzy dostrzegli minimalne zmiany w osiągach, jednakże charakterystyczny dźwięk oraz zrywność wersji Tri-Power przepadły.
Do listy silników dodano dwie nowe opcje. Pierwsza z nich to ekonomiczny wariant silnika 400 in³ wyposażony w dwugardzielowy gaźniki, stopień kompresji równy 8.6:1, generowała ona moc 265 hp (198 kW) i moment obrotowy wynoszący 538 Nm (397 ft-lbf). Oferowany tylko z automatyczną skrzynią biegów, został chłodno przyjęty przez nabywców GTO. Kolejną opcją był również silnik o pojemności 400 in³ występujący w dwóch wersjach: podstawowej o mocy 335 hp oraz HO (high output) o mocy 360 hp. Silnik HO zastąpił wersję tripower montowaną w GTO rok wcześniej (268 kW). Dostępny był jedynie z przełożeniem głównym 3,90:1 lub 4,33:1 oraz bardziej wysilonym wałkiem rozrządu.
Dwubiegowa skrzynia automatyczna została zastąpiona trzybiegową przekładnią Turbo-Hydramatic TH400, była ona dostępna dla każdej opcji silnikowej. Tymczasem zapożyczone z Tempesta słabe hamulce bębnowe mogły zostać opcjonalnie zastąpione przez hamulce tarczowe na przedniej osi (za 104,79 $, dodatkowo jeszcze podnoszono moc), dzięki którym znacznie wzrosła skuteczność hamowania oraz zmniejszyło się zjawisko "fadingu".
Hot Rod Magazine przetestował '67 Ram Air GTO ze skrzynią Turbo-Hydramatic oraz przełożeniem głównym wynoszącym 3,90, po czym uzyskał czas przejazdu 1/4 mili równy 14,51 s przy 158,99 km/h (98.79 mph) bez modyfikacji samochodu, czas 14,11 s przy 162,91 km/h (101,23 mph) osiągnięto dzięki między innymi świecom zapłonowym oraz nieznacznej modyfikacji gaźnika. Natomiast magazyn Car Life' osiągnął podobnym modelem osiągnął czas przyspieszenia od 0 do 60 mph (0-97 km/h) równy 6,1 s, czas przejazdu 1/4 mili równy 14,5 s przy 163 km/h (102 mph) przy przełożeniu głównym równym 4,33. Krytykowano silnik Ram Air za jego tendencję do przegrzewania się przy korkach w ruchu ulicznym, zarzucono mu także, że nieostrożni kierowcy mogą łatwo przekroczyć maksymalne obroty silnika (5600 obr./min) na ostatnim biegu. Samochód nie był tani, za osiągi podobne do tych osiąganych przez wersję Tri-Power z 1965 roku trzeba było zapłacić wówczas 4422 $, czyli ponad  20% więcej niż w roku poprzednim.
Niemniej jednak sprzedaż GTO wciąż pozostała na wysokim poziome – 88 722 sztuk.

## Druga generacja

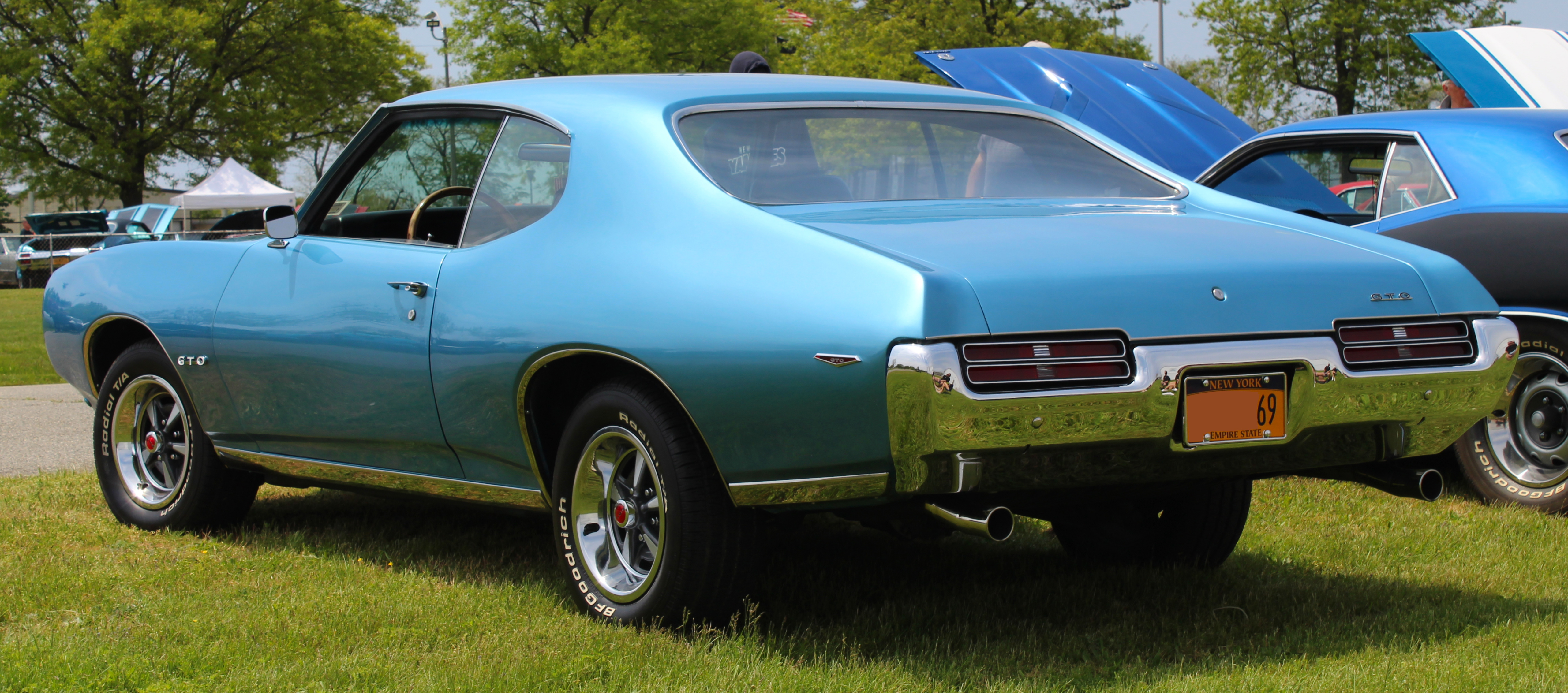
Pontiac GTO I - tył

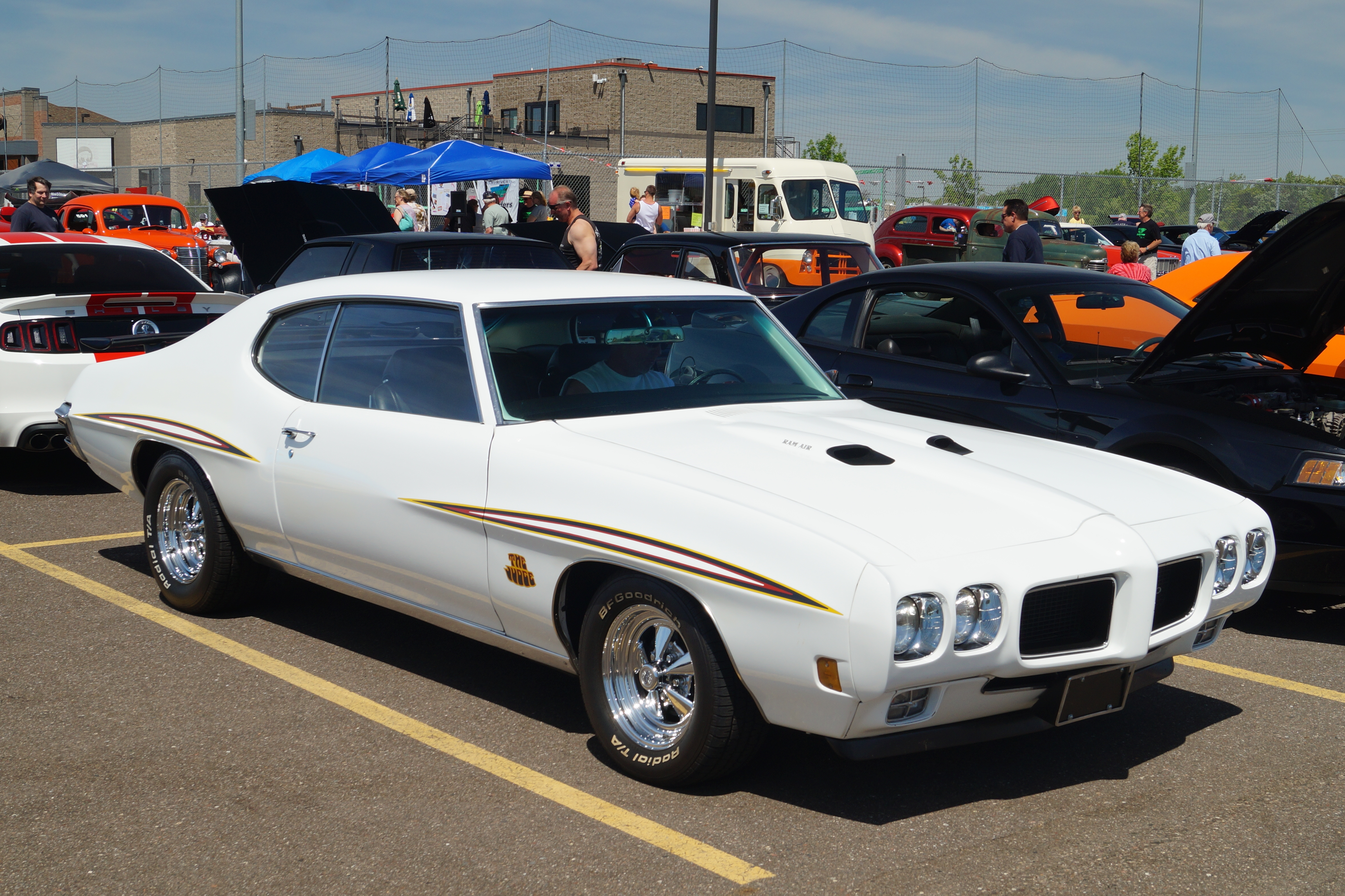
Pontiac GTO II po liftingu

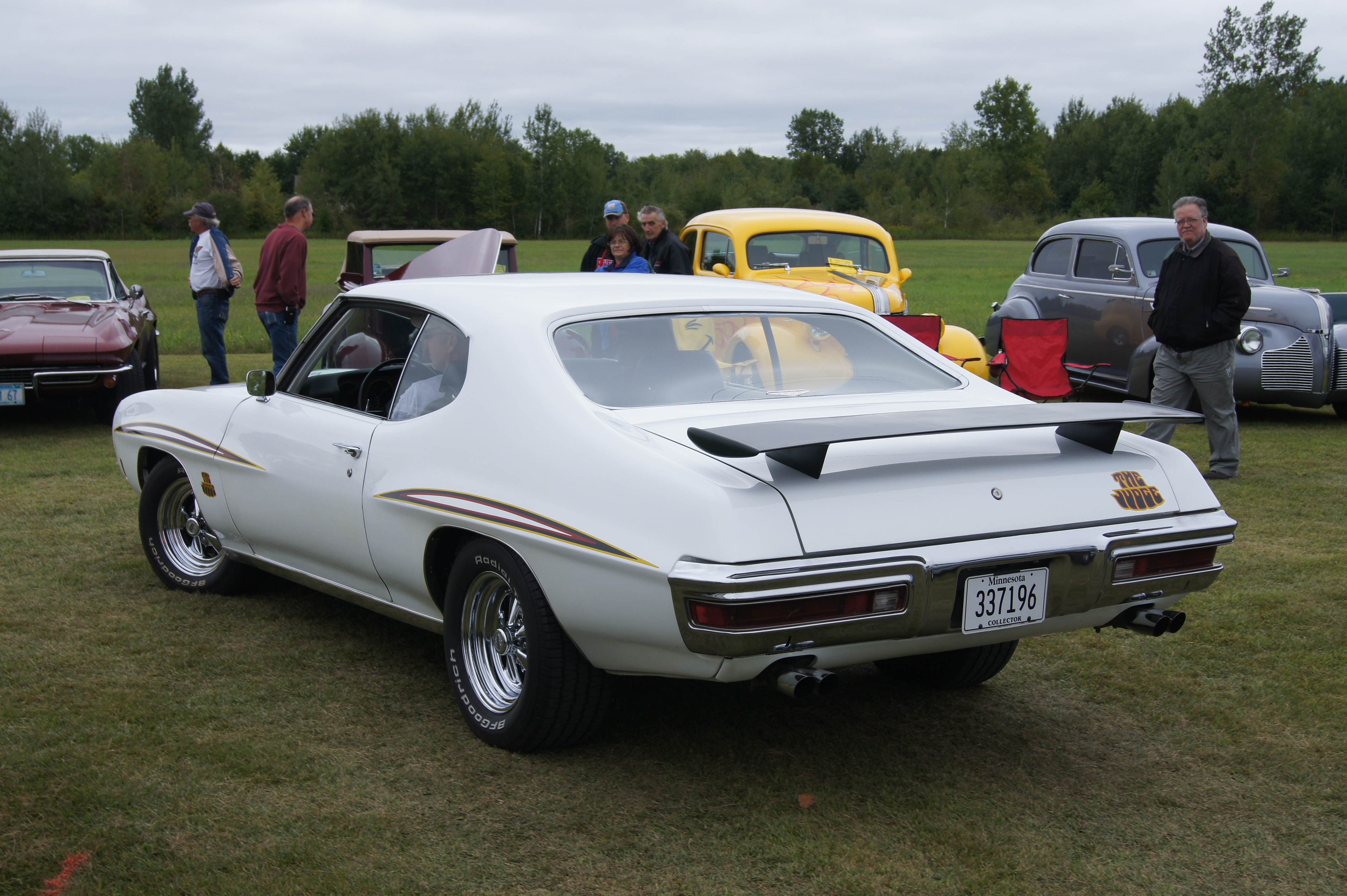
Pontiac GTO II - tył po liftingu

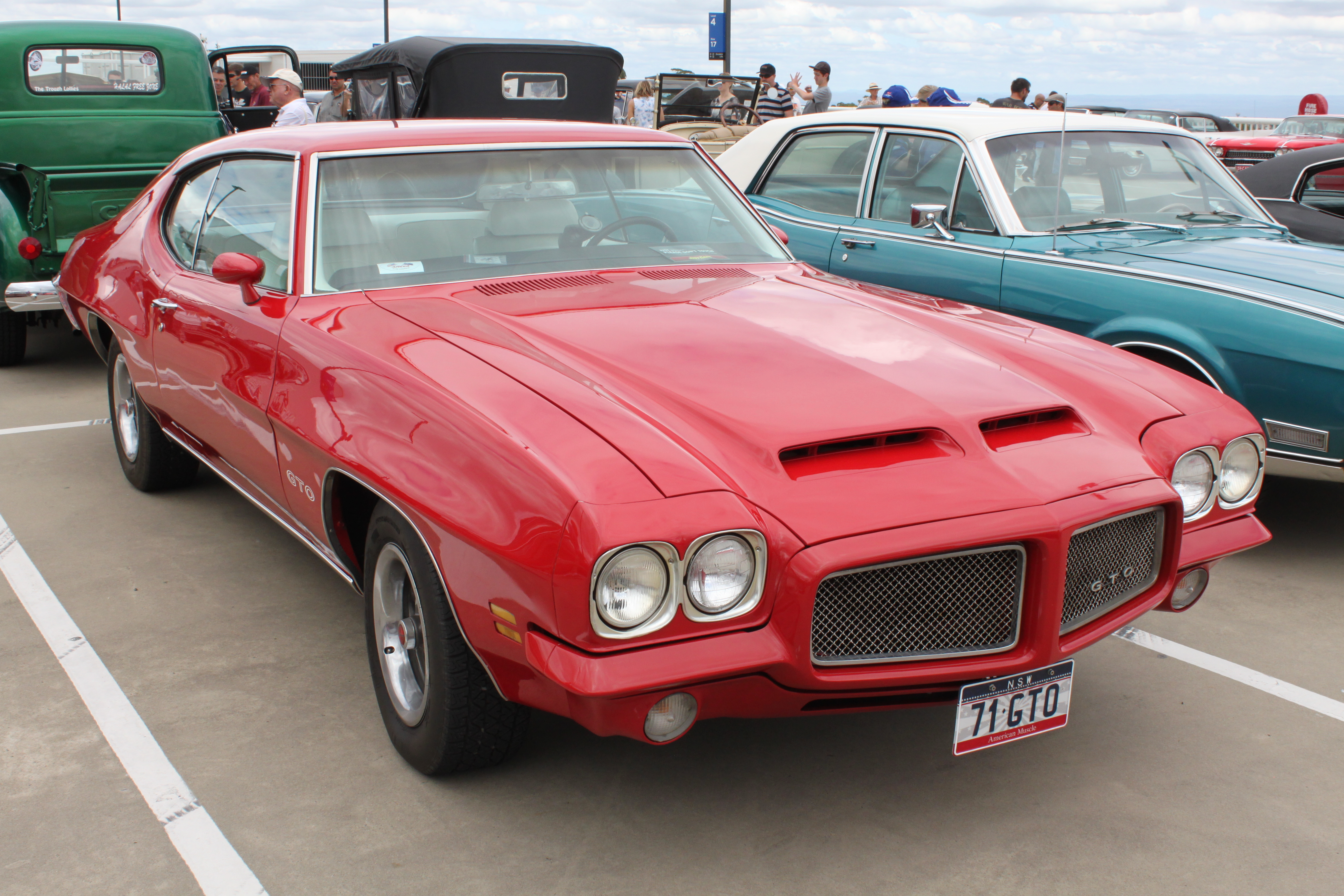
Pontiac GTO II po drugim liftingu

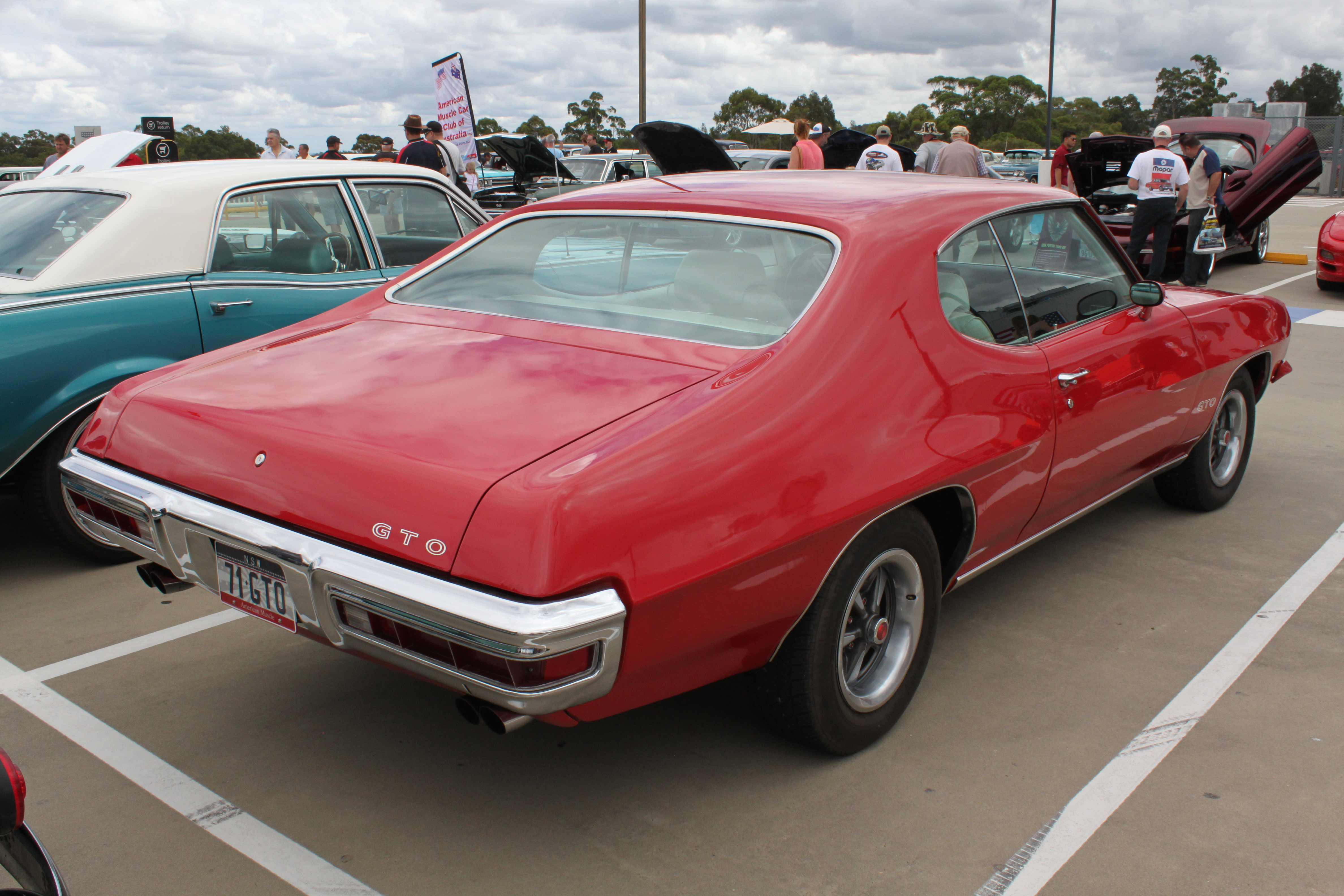
Pontiac GTO II - tył po drugim liftingu

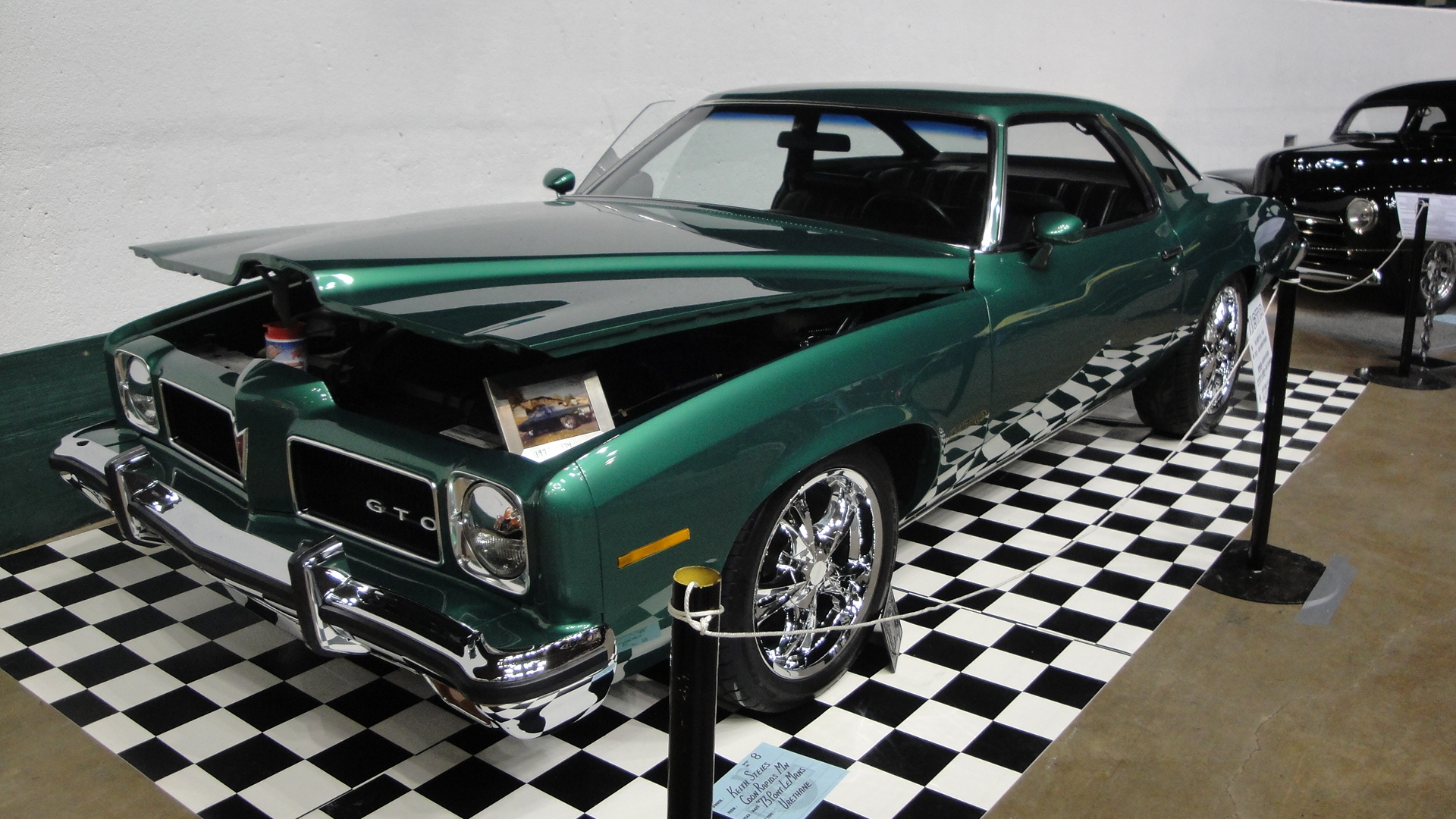
Pontiac GTO II po trzecim liftingu

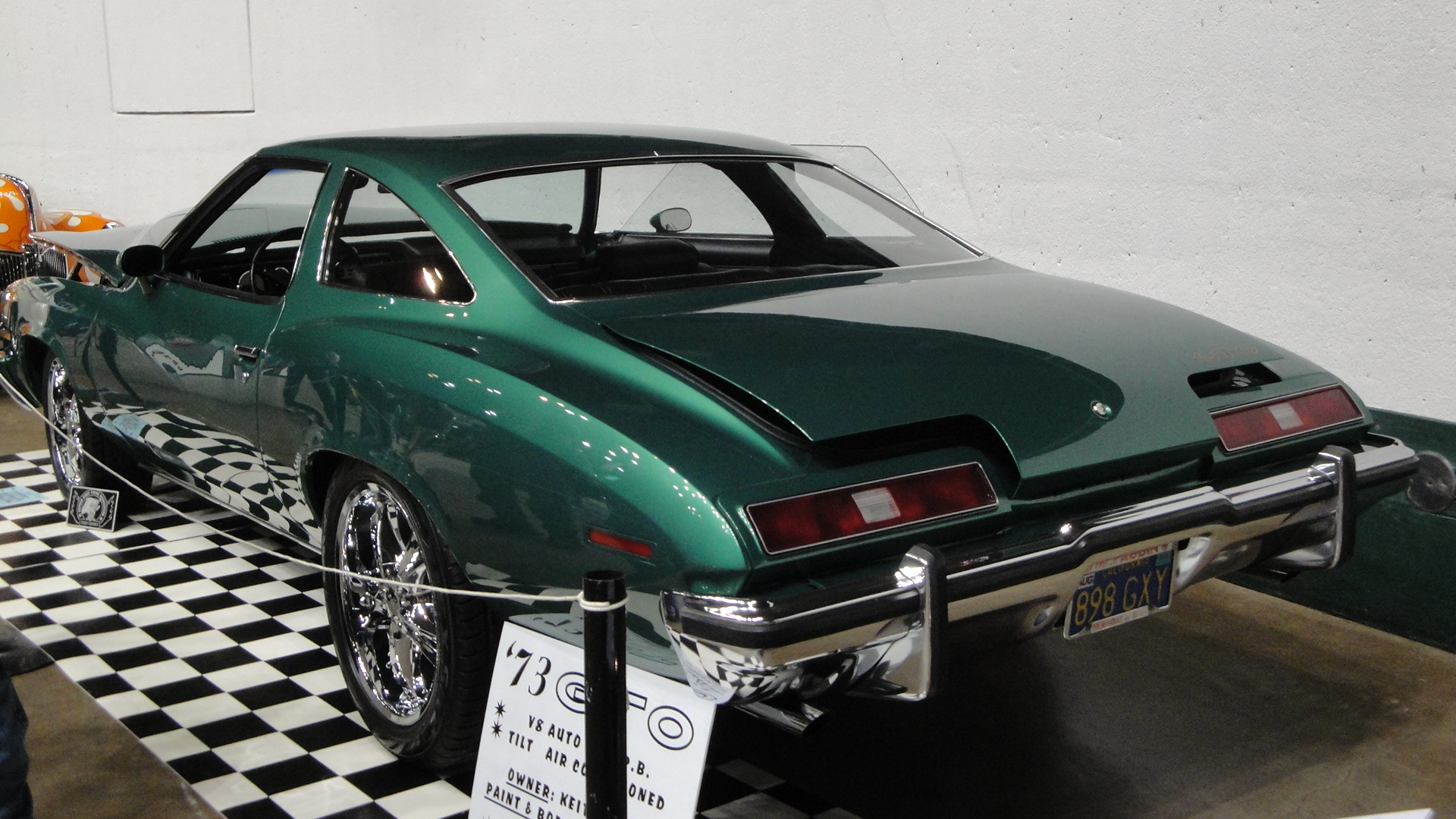
Pontiac GTO II - tył po trzecim liftingu

Pontiac GTO II został zaprezentowany po raz pierwszy w 1968 roku.
GM przeprojektowało swoją platformę A w roku 1968 – nowa wersja była bardziej zaokrąglona, wpisująca się w typową dla fastbacków stylistykę. Skrócono rozstaw osi ze 292 cm (115 cali) do 284 cm (112") we wszystkich dwudrzwiowych modelach. Całkowita długość zmalała o 150 mm (5,9 cala), a wysokość o 12 mm (pół cala) – mimo to masa samochodu wzrosła o około 34 kg (75 funtów). Klasyczne światła zostały zastąpione chowanymi lampami, umiejscowionymi za przedzieloną w połowie osłoną chłodnicy (był to element opcjonalnego wyposażenia, wyceniony na 52,66 $, jednak obecny w większości GTO z tamtego okresu). Charakterystyczna maska z wlotem została zastąpiona nową, na której znalazły się dwa, rozszerzające się w kierunku szyby, po jednym z każdej strony masywnego przetłoczenia biegnącego przez środek maski, przechodzącego w wypukły „nos” na froncie.
Unikatowym elementem był lakierowany w kolorze karoserii zderzak Endura, zaprojektowany tak, aby pochłaniać energię zderzenia przy niewielkich prędkościach bez trwałego odkształcenia. Pontiac mocno akcentował ten element w swojej kampanii reklamowej, gdzie pokazywano uderzanie młotkiem w zderzak, niezostawiające na nim żadnego śladu. Za dopłatą dostępna była rzadko wybierana opcja „Endura Delete”, która obejmowała zastąpienie zderzaka Endura klasycznym, chromowanym oraz grill z wersji Le Mans. W modelu z tego roku pojawia się także pełna krzywizn, „butelkowa” boczna linia nadwozia, charakterystyczna i podkreślana w późniejszych wersjach.
Gama silników pozostała w większości niezmieniona w stosunku do tej z roku 1967, choć podstawowa jednostka została wzmocniona, teraz osiągając 350 hp (261 kW) przy 5000 obr./min. W połowie roku wprowadzono nową wersję pakietu Ram Air, nazwaną po prostu Ram Air II – zawierał on lepiej wentylowane głowice cylindrów, okrągły wydech oraz rozrząd 041. "Oficjalnie" moc pozostała nie zmieniona, jednak w praktyce osiągi dość znacznie się poprawiały. Kolejnym spadkiem po modelu z 1967 r. były opcjonalne, 4-tłoczkowe zaciski hamulców tarczowych. W większość modeli z roku 1968 montowano hamulce bębnowe, zaś ta rzadko spotykana opcja pozwala na znaczną poprawę siły hamowania. Pojawiała się także w innych modelach bazujących na platformie A GM. W 1968 r. po raz ostatni w GTO montowano oddzielne, uchylne dzielone boczne szyby, dodatkowo wyłącznie w modelu z tego roku otwierane za pomocą korbki.
Pojawiły się także ukryte pod krawędzią maski wycieraczki – dzięki temu samochód znacznie lepiej się prezentował. Pontiac jako pierwszy zastosował to rozwiązanie. Inną popularną opcją, wprowadzoną jeszcze w 1967 r., był montowany na masce obrotomierz, umieszczony przed przednią szybą i podświetlany w nocy. Dostępny był także zwykły, montowany na desce rozdzielczej, jednak ten montowany na masce stał się swego rodzaju oznaką statusu.
Diagonalne opony z czerwonym paskiem nadal były standardowo montowane w GTO z roku 1968, jednak bez dopłaty mogły być zastąpione biało ściennymi. Nową opcją były opony radialne, oferujące lepszą przyczepność. Były one jednak trudno dostępne, ponieważ ich dostawca, B.F. Goodrich, miał problemy z produkcją. Opony promieniowe zniknęły z oferty po roku 1968 i nie pojawiły się ponownie w Pontiacach GTO aż do 1974 r.
Magazyn Hot Rod testował GTO ze standardową, czterobiegową skrzynią biegów, uzyskując czas przejazdu 1/4 mili rzędu 14,7 s przy prędkości 97 mph (156 km/h). W samochodzie nie dokonano żadnych zmian w stosunku do wersji fabrycznej. Motor Trend na identycznym dystansie autem z pakietem Ram Air, także z czterobiegową skrzynią i tylnym dyferencjałem 4.33 zmierzył 14,45 s przy 98,2 mph (158 km/h), a wersją standardową ze skrzynią Turbo-Hydramatic i przełożeniami 3.23 – 15,93 s przy 88,3 mph (142,1 km/h). Zdania testujących na temat zawieszenia i właściwości jezdnych były podzielone – Hot Rod nazwał GTO "najlepiej zbalansowanym Pontiakiem jaki kiedykolwiek zbudowano", zaś Car Life krytykował go za ciężki przód, podsterowność i złe tłumienie.
Konkurencja dla modelu zaostrzyła się, teraz do walki w klasie stanęły Ford, Dodge i Plymouth – między innymi tani Plymouth Road Runner. Mimo to GTO zdobył tytuł Samochodu Roku miesięcznika Motor Trend, a jego sprzedaż utrzymała się na poziomie 87684 sztuk, będąc drugim wynikiem w historii sprzedaży GTO.

### 1969
W model z roku 1969 usunięto uchylane szyby, lekko zmodyfikowano grill oraz tylne światła, przesunięto stacyjkę z deski rozdzielczej na kolumnę kierownicy, kolor tarcz zegarów zmieniono ze stalowoniebieskiego na szary. Dodatkowo kierunkowskazy na tylnych błotnikach zostały zmienione z czerwonych w kształcie "V", przypominającego logo Pontiaca, na wzorowane na szerokim logo GTO.
W palecie silników nadal można było odnaleźć jednostkę ekonomiczną oraz podstawowy silnik z ubiegłego roku (350 hp 400 in³ V8), podczas gdy dla silnika o mocy 360 hp był to ostatni rok montażu. Moc motoru 400 in³ Ram Air III szacowano na około 366 hp (273 kW) przy 5100 obr./min, topową opcję Ram Air IV natomiast na 370 hp (276 kW). W przeciwieństwie do Big Blocków Chevroleta i silników HEMI, Ram Air IV używał hydraulicznych popychaczy. W efekcie, motor nie przegrzewał się w ruchu miejskim (korki), nie zatykały się także otwory na świece zapłonowe, co zdarzało się dość często w innych samochodach z silnikami o takiej pojemności.
W tamtym czasie mocno krytykowano moc osiąganą przez silniki Ram Air, mówiono, że motory te są podporządkowane polityce GM która ustaliła limit mocy do masy 1 hp na 10 funtów masy (z wyłączeniem modelu Corvette). Maksymalną moc wysokoobrotowy Ram Air IV osiągał przy  5000 obr./min—100 obr./min mniej niż słabszy Ram Air III.
Nowy Ram Air V został wprowadzony w 1969 roku. Był to motor oparty na bloku 400 z na nowo opracowaną komorą spalania przystosowaną do wysokiego stopnia sprężania oraz ulepszonym kolektorem dolotowym. Prototypowy egzemplarz GTO wyposażony w ten silnik był w stanie przyspieszać od 0 do 60 mph w 5,2 s, dystans 1/4 mili pokonywał w czasie 11,5 s przy prędkości końcowej wynoszącej 123 mph (198 km/h). Jednostki tej nie instalowano fabrycznie w modelu GTO; dostępna była ona tylko jako dodatek dla samochodu, możliwy do montażu w gotowym do jazdy aucie.
Ważnym wydarzeniem, które miało miejsce także w roku 1969, było wdrożenie do sprzedaży nowego wariantu GTO, nazwanego 'The Judge'. Nazwa Judge pochodzi od cytatu "Here Comes the Judge", używanego wielokrotnie w programie "Rowan & Martin's Laugh-In TV". Przy reklamowaniu modelu używano sloganów "All rise for The Judge" czy "The Judge can be bought." Według początkowej koncepcji, Judge miał być tańszą alternatywą dla GTO, miał się również stać poważną konkurencją dla zdobywającego rynek Plymoutha Road Runnera. Podczas rozwoju tego planu uznano jednak, że Judge będzie zbudowany z myślą o maksymalnych osiągach i sportowym wyglądzie. Samochód w tej wersji był droższy dokładnie o 337,02 USD od standardowej wersji GTO, za tę cenę nabywca otrzymywał silnik Ram Air III, szersze opony, przekładnię Hurst (z unikalnym lewarkiem w kształcie litery T), różne wzory i naklejki na całym nadwoziu oraz spojler na klapie bagażnika. Pontiac utrzymywał, że spojler oprócz funkcji estetycznej pomagał także w prowadzeniu samochodu przy dużych prędkościach, wytwarzał on małą aczkolwiek odczuwalną siłę docisku, przy codziennym użytkowaniu i przepisowej jeździe spełniał on jednak głównie funkcję wizualną. Początkowo Judge oferowany był tylko w jednym kolorze karoserii "Carousel Red," w późniejszych rocznikach dodano jednak możliwość pomalowania karoserii na dowolny kolor występujący w palecie dostępnych dla GTO barw.
Pontiac GTO został wyprzedzony w rankingach sprzedaży przez dwa konkurencyjne modele: Chevroleta Chevelle SS396 i Plymoutha Road Runnera, sprzedano 72287 modeli '69, z czego 6833 w wersji The Judge.

### 1970
Rodzina modeli Tempest przeszła w roku 1970 kolejny face lifting. Usunięto ukrywane przednie klosze, na ich miejscu zamontowano cztery odsłonięte okrągłe odpowiedniki, przedni grill został ustawiony nieco inaczej niż poprzednio. "Nos" samochodu wciąż pozostał wysunięty do przodu, jednak nie tak bardzo jak w poprzednich latach. Podczas gdy w samochodach Tempest i LeMans montowano chromowane grille, GTO otrzymał grill typu Endura.
Ulepszono zawieszenie, zastosowano tylny stabilizator poprzeczny, w zasadzie taki sam jak montowano w samochodach Oldsmobile 442 i Buick Gran Sport. Przedni stabilizator był ustawiony nieco sztywniej. W efekcie zmniejszono przechyły nadwozia powstające przy pokonywaniu zakrętów oraz zmniejszono nieznacznie zjawisko podsterowności.
Kolejnym wprowadzonym udogodnieniem było wspomaganie kierownicy o różnych przełożeniach. Zamiast stałego 17,5:1, wymagającego czterech obrotów kierownicy w celu wykonania pełnego skrętu z lewej na prawą, nowy system posiadał przełożenia od 14,6:1 do 18,9:1, co pozwalało na wykonanie tego manewru trzema i pół obrotami kierownicy. Średnicę zawracania zmniejszono z 12,5 do 11,4 m.
Bazowy silnik pozostał niezmieniony dla rocznika '70, usunięto z palety ekonomiczny motor, nadal pozostały dostępne wersje Ram Air III i Ram Air IV.
Nową opcją był Pontiakowski silnik 455, stał się on dostępny w tym modelu dzięki temu, że GM zniosło swój zakaz na stosowaniu silników większych niż 400 in³ w średniej wielkości samochodach. Motor 455 został zapożyczony z pełnowymiarowego Pontiaca Bonneville, był tylko nieznacznie mocniejszy od standardowej 400 i słabszy od wersji Ram Air III. Moc 455 szacowano na około 360 hp (268 kW) przy 4300 obr./min. Jego zaletą był ogromny moment obrotowy: 677 Nm (500 ft-lbf) przy 2700 obr./min. Opcjonalnie dostępny był funkcjonalny wlot powietrza typu Ram Air, jednak nawet z nim podstawowa 455 była słabsza od Ram Air III. Car and Driver przetestował dobrze wyposażoną 455, z czterobiegową skrzynią biegów oraz przełożeniem głównym 3.31, osiągnął czas 15,0 s na dystansie 1/4 mili przy końcowej prędkości 96,5 mph (155,3 km/h). Car Life testował wersję Turbo-Hydramatic 455, z przełożeniem głównym 3.35 i osiągnął na tym samym dystansie czas 14,76 s przy 95,94 mph (154,40 km/h), oba testowane samochody osiągnęły identyczny czas przyspieszenia od 0 do 60 mph równy 6,6 s. Oba testowane GTO wyposażone w silnik 455 były o około 3 mph (5 km/h) wolniejsze na mccie od wersji z zamontowanym Ram Air III 400 i czterobiegową skrzynią biegów. Jednakże wersje z silnikami Ram Air III prowadziły się bardzo ciężko przy niskich prędkościach. Mniejsze jednostki na jednym galonie benzyny były w stanie przejechać 9 mil (spalanie na poziomie 26.1 L/100 km), w porównaniu lepiej wypada 455 z 10-11 milami na jednym galonie benzyny (21,4 – 23,5 L/100 km).
Nowością, która na krótko zagościła w GTO z 1970 roku, był system Vacuum Operated Exhaust (VOE), aktywowany przez małą dźwigienkę we wnętrzu podpisaną "EXHAUST." System VOE został opracowany w celu zmniejszenia podciśnienia w układzie wydechowym, miało to na celu przyrost mocy oraz poprawę osiągów, znacznie wzrastała także głośność wydechu. Opcja ta oferowana była od listopada 1969 do stycznia następnego roku. Kierownictwu Pontiaka nakazano zaprzestania montażu tego innowacyjnego systemu w swoich pojazdach, rozporządzenie to zostało wydane przez szefostwo General Motors po "występie" GTO w telewizyjnym show podczas Super Bowl IV w stacji CBS emitowanym 11 stycznia 1970. W reklamówce o nazwie "The Humbler," która została nadana tylko ten jeden raz, młody człowiek zatrzymuje się w nowym GTO przy zajeździe koło restauracji, towarzyszy temu dramatyczna muzyka oraz dźwięk układu wydechowego samochodu, młodzieniec szarpie za przycisk "EXHAUST" w celu aktywacji systemu VOE po czym opuszcza zajazd udając się na uliczne wyścigi. Reklamówka ta zniknęła z ramówki również za postanowieniem szefostwa GM. Około 230 sztuk rocznika '70 zostało wyposażone w tę rzadką opcję. Kilka tłumików zostało dorobionych na własną rękę w wyprodukowanych już samochodach; głównie w latach 2006-07.
Wersja Judge nadal była dostępna jako opcja. Standardowo wyposażona była w silnik Ram Air III, opcjonalnie można było zamówić wersję Ram Air IV. Chociaż jednostka 455 in³ była możliwa do zamówienia w zwykłym GTO przez cały rok 1970, do wersji Judge trafiła dopiero pod jego koniec. Standardowym kolorem nadwozia dla Judge stał się "Orbit Orange", można jednak było zamówić go w każdym innym kolorze który był dostępny dla podstawowego GTO.
GTO Judge z roku 1970 w kolorze Orbit Orange z silnikiem 455 i skrzynią Turbo Hydra-Matic był jednym z "bohaterów" w filmie "Two-Lane Blacktop", który opowiadał o wyścigu przez kraj nowego GTO z Chevroletem Bel Airem '55.
Nowa stylistyka nieznacznie pomogła malejącemu poziomowi sprzedaży, rynek zwrócił się przeciw nabywcom wszystkich muscle carów, jednym z powodów były kary dla firm ubezpieczeniowych za oszustwa przeciwko kierowcom, niektórych traktowano gorzej i narzucano im wyższe stawki ubezpieczeń. Liczba sprzedanych sztuk w tym roku spadła w porównaniu z poprzednim, do 40149 sztuk, z czego 3797 to wersje Judge. GTO zajął trzecie miejsce w rankingu najlepiej sprzedających się muscle carów, przed nim uplasowali się tylko Chevrolet Chevelle SS 396/454 i Plymouth Road Runner.

### 1971
W roku 1971 GTO doczekał się kolejnego nieznacznego face-liftingu, zmieniono przedni grill, wygląd przedniego zderzaka, przednie lampy rozmieszczono w nieco bliższym odstępie oraz zmieniono również wygląd maski i umieszczenie wlotów powietrza. Całkowita długość nadwozia wzrosła nieznacznie do 203.3 cala (516 cm).
Nowy dekret korporacji GM został wydany w celu przygotowania samochodów na używanie benzyny bezołowiowej. Silników Ram Air nie spotykano już w roczniku '71. Podstawową jednostką napędową GTO wciąż był motor 400 in³ V8, jednak teraz ze stopniem kompresji wynoszącym 8,2:1. Moc silnika określano na 300 hp (223 kW) przy 4800 obr./min, moment obrotowy wynosił 542 Nm (400 ft-lbf) przy 3600 obr./min. Opcją była jednostka 455 in³ V8 z czterogardzielowym gaźnikiem i stopniem kompresji 8,4:1, moc szacowano na 325 hp (242 kW), dostępna była ona tylko z automatyczną skrzynią biegów. Topowym opcją silnikową dla GTO w roku 1971 był nowy motor 455 HO ze stopniem sprężania 8,4:1, o mocy 335 hp przy 4800 obr./min i momencie obrotowym równym 650 Nm (480 ft-lbf) przy 3600 obr./min.
Motor Trend testowało 1971 GTO z silnikiem 455, czterobiegową przekładnią i przełożeniem głównym wynoszącym 3.90. Uzyskano następujące wyniki; przyspieszenie 0-60 mph w 6.1 s, czas przejazdu 1/4 mili równy 13.4 s przy prędkości końcowej 102 mph (164 km/h).
Wersja Judge powróciła w wersji finalnej rocznika, standardowo z silnikiem 455 HO. Sprzedano zaledwie 374 sztuki GTO Judge do lutego 1971, z czego 17 było w wersji kabriolet, co czyni je najrzadszymi GTO w historii.
Sprzedano w tym roku jedynie 10532 sztuk GTO.

### 1972
W roku 1972 nastąpiła poważna zmiana, GTO zniknął z palety osobnych modeli, znowu stał się pakietem wyposażenia dostępnym za 353.88 USD dla samochodów Pontiac LeMans i LeMans Sport coupe. W bazowej wersji LeMans, pakiet GTO mógł zostać zamontowany zarówno w obydwu dostępnych wersjach coupe. Obie wersje w standardzie miały szmaciano-winylowe lub kompletnie winylowe fotele kanapowe oraz gumowe dywaniki w wypadku podstawowego coupe, w wersji hardtop coupé montowano dywaniki, takie oszczędności w wyposażeniu spowodowały niską cenę pakietu. W lepszej wersji LeMans Sport, oferowanej tylko w wariancie nadwozia hardtop coupé, na wyposażeniu były kubełkowe fotele obite winylem, dywaniki podłogowe, inne pedały, koło kierownicy, opcje te upodabniały GTO do modeli z poprzednich lat. Inne wyposażenie dodatkowe było podobne to tego dostępnego w roczniku '71 i wcześniejszych. Planowaną opcją dla rocznika '72 był tylny spoiler typu ducktail montowany do tej poru w modelu Firebird, zbudowano kilka samochodów z tym ulepszeniem po czym zakończono montaż dodatku.
Moc silnika, teraz mierzona według standardów SAE, spadła w porównaniu z poprzednim rokiem do to 250 hp (186 kW) przy 4400 obr./min, moment obrotowy był równy 440 Nm (325 ft-lbf) przy 3200 obr./min w wypadku bazowego motoru 400. Opcjonalna 455 charakteryzowała się taką samą mocą (teraz osiąganą przy 3600 obr./min), mocno wzrósł natomiast moment obrotowy. Główną przyczyną spadku mocy był nowy sposób jej mierzenia (teraz sprawdzano silnik z zainstalowanymi tłumikami, akcesoriami, itp.).
Bardzo rzadko spotykaną opcją był silnik 455 HO, bardzo podobny do tego używanego w modelu Trans Am. Osiągał on moc 300 hp (224 kW) przy 4000 obr./min i moment obrotowy równy 562 Nm (415 ft-lbf) przy 3200 obr./min, parametry również mierzono według nowej normy SAE. Pomimo niskiego stopnia sprężania wynoszącego 8.4:1, motor ten był równie mocny jak inne jednostki o wyższych mocach z poprzednich lat; podobni jak wszystkie inne silniki z roku 1972 mógł być napędzany benzyną o niskiej liczbie oktanowej, małej zawartości ołowiu, lub kompletnie bezołowiową. Sprzedano tylko 646 samochodów z zamontowanym 455 HO.
Sprzedaż spadła o 45% w porównaniu z rokiem poprzednim, do 5811 sztuk.

### 1973
W roku tym ponownie będąc pakietem dostępnym dla modelu LeMans, GTO otrzymał odświeżoną wersję nadwozia opartej na platformie typu A-body w nowej stylistyce hardtop "Colonnade", które w zasadzie przestało być prawdziwym hardtopem poprzez zastosowanie słupków dachowych i retencję bezszkieletowych drzwi. Tylne okna również przeszły metamorfozę, otrzymały trójkątny kształt i nie mogły już być otwierane. Nowe przepisy z roku 1973 wymagały aby przednie zderzaki montowane w nowych samochodach nie powodowały przy prędkości 8 km/h (5 mph) żadnych uszkodzeń ciała ludzkiego w przypadku zderzenia (takie same przepisy co do tylnych zderzaków zostały wprowadzone rok później). W rezultacie, z przodu jak i z tyłu pojazdu zagościły ciężkie, chromowane zderzaki. Zmiany które wprowadzono dla rocznika '73 średniej wielkości samochodów Pontiaca opartych na platformie A-body (LeMans, Luxury LeMans, GTO o Grand Am) zostały raczej chłodno przyjęte przez kupujących.
Paradoksalnie natomiast samochody Pontiac Grand Prix i Chevrolet Monte Carlo, które również oparte były na platformie A-body, zostały znacznie lepiej przyjęte przez publikę, głównie ze względu na odświeżoną stylistykę  pozbawioną kwadratowych kształtów, linia dachu stała się poważniejsza, okna znalazły się w pionowej pozycji. Nawet siostrzana filia Pontiaca, Oldsmobile, otrzymała za zbudowany w podobnej stylistyce co GTO samochód Cutlass lepsze komentarze.
Również w tym roku Opcja GTO oferowana była dla dwóch modeli: LeMans coupe lub LeMans Sport Coupe. Bazowy LeMans coupe posiadał szmaciano-winylowe lub kompletnie winylowe siedzenia kanapowe, natomiast bardziej bogato wyposażony  LeMans Sport Coupé miał całe wnętrze wykończone winylem, fotele kubełkowe Strato lub siedzenia kanapowe typu notchback z chowanym podłokietnikiem. LeMans Sport Coupé miał również zasłaniane tylne boczne okienka pochodzące z modelu Grand Am zamiast zwykłych trójkątnych z LeMans.
Podstawowy silnik 400 in³ V8 ponownie przeszedł zmniejszenie stopnia sprężania, obniżono go do 8.0:1, co poskutkowało spadkiem mocy do 230 hp (170 kW). Dla silnika 400 dostępne były trzy skrzynie biegów: standardowo trzybiegowa ręczna, opcjonalnie czterobiegowy automat lub Turbo Hydra-Matic. Nadal dostępny był również silnik 455 in³ V8, jednak także tu obniżono moc do 250 hp (186 kW), dostępny był tylko z przekładnią Turbo Hydra-Matic. Nie pojawiła się natomiast topowa jednostka 455 HO, jednak GM początkowo ogłosiło, że będzie dostępny silnik Super Duty 455 (montowany w Pontiacu Trans Am SD455), wyprodukowano kilka sztuk pojazdu z tą jednostką w celach testów, testerzy byli pod wrażeniem mocy i elastyczności motoru. Pomimo tego Super Duty 455 nie był nigdy seryjnie montowany w GTO.
Sprzedano zaledwie 4806 sztuk modeli, głównymi przyczynami niskiego poziomu sprzedaży było wprowadzenie nowego Pontiaca Grand Am oraz brak promocji GTO. Przyczynił się do tego także kryzys energetyczny który nadszedł z końcem roku, zniechęciło to ludzi do kupowania muscle carów (spalały one bardzo dużo paliwa).

## Trzecia generacja

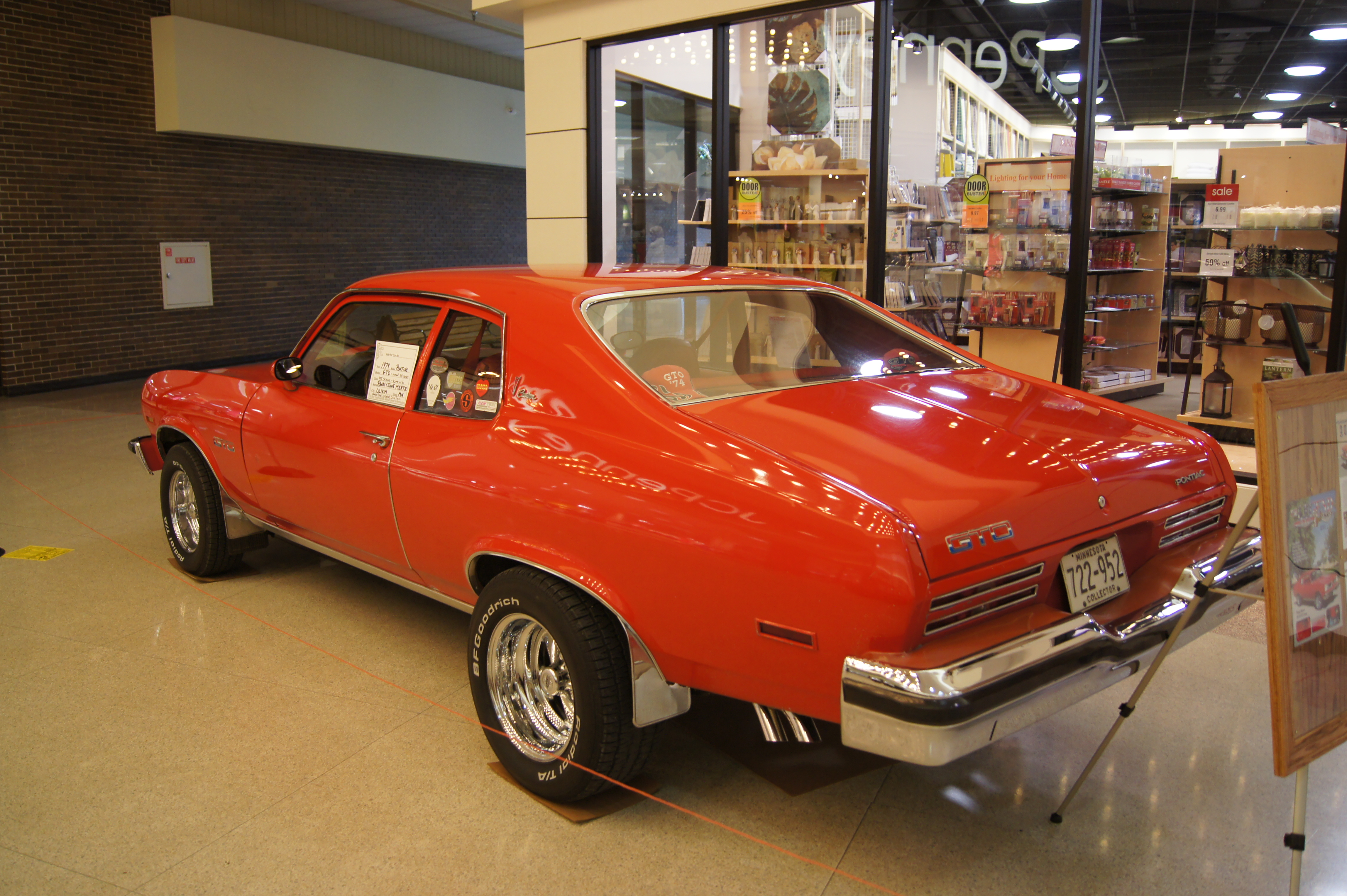
Pontiac GTO III - tył

Pontiac GTO III został zaprezentowany po raz pierwszy w 1974 roku.
Chcąc zapobiec wewnętrznej konkurencji z "euro-stylizowanym" modelem Grand Am oraz pragnąc wkroczyć do segmentu kompaktowych muscle carów który został spopularyzowany przez Plymoutha Dustera 360, Forda Mavericka Grabber i AMC Horneta X, Pontiac przeniósł w 1974 roku montaż pakietu GTO na samochód Pontiac Ventura, który dzielił nadwozie i blachy z Chevroletem Nova.
Za 195 USD można było dostać w ramach pakietu GTO: trzybiegową manualną skrzynię biegów z przekładnią Hurst, przystosowane do pracy w ciężkich warunkach zawieszenie wraz ze stabilizatorami poprzecznymi z przodu oraz tyłu, shaker hood, inny przedni grill, lusterka oraz koła, dodatkowo mnóstwo emblematów GTO w całym pojeździe. Jedynym dostępnym silnikiem była jednostka 350 in³ (5,7 L) V8 ze stopniem sprężania 7,6:1 i pojedynczym czterogardzielowym gaźnikiem. Jej moc szacowana była na około 200 hp (149 kW) przy 4400 obr./min, moment obrotowy wynosił 400 Nm (295 ft-lbf) przy 2800 obr./min. Opcjonalna oferta skrzyni biegów oferowała czterobiegową skrzynkę o dużym przełożeniu z przekładnią Hurst oraz trzybiegową skrzynię Turbo Hydra-Matic.
Pakiet GTO dostępny był zarówno do wersji Ventura jak i Ventura Custom, jako dwudrzwiowy sedan lub hatchback coupé. Wnętrze podstawowej Ventury wyposażone było w kanapowe siedzenia oraz gumowe dywaniki, podczas gdy wewnątrz Ventury Custom można było znaleźć ulepszone fotele kanapowe lub opcjonalnie montowane kubełkowe fotele oraz kilka innych udogodnień. Standardowym wyposażeniem były nadal opony diagonalne, opcjonalnie można było zamówić opony promieniowe.
Redaktorzy czasopisma Cars Magazine przetestowali Pontiaca GTO rocznik '74 z zamontowaną opcjonalną skrzynią czterobiegową, zmierzono czas przyspieszenie od 0 do 60 mph wynoszący 7,7 s, czas przejazdu 1/4 mili wyniósł 15,72 s przy uzyskanej maksymalnej prędkości przejazdu równej 88 mph (142 km/h).
Sprzedaż modelu wzrosła w porównaniu z poprzednim rokiem, 7058 sprzedanych sztuk nie wystarczyło jednak aby przesądzić o dalszej produkcji modelu.

## Dalsza historia modelu
Pontiac miał w planach produkcję rocznika 1975 GTO, ponownie miał on bazować na modelu Ventura, napędzać miałby go ponownie silnik 350 in³ V8. Ventura oraz inne kompaktowe samochody ze stajni GM przeszły istotne zmiany stylistyczne oraz mechaniczne, końcowe dotyczyły ulepszonego nadwozia, montowano teraz podobne do tego z modelu Firebird. Jednak Pontiak nie zdecydował się na kontynuację produkcji GTO, w modelu Ventura zaczęto montować silniki Buick V8 1975 Ventura, jednak jednostki Pontiac V8 nadal był montowane w innych samochodach oddziału.
W roku 1975 przedsiębiorczy dealer Pontiaca na Wschodnim Wybrzeżu USA zdecydował się na stworzenie "nowego" GTO. Postanowiono, że montaż powinien polegać na zastosowaniu platformy ze średniej wielkości platformy modelu LeMans, a nie na małej podstawie Ventury, dystrybutor ten rozreklamował ów proceder, sprzedał nieznaną ilość rocznika '75  GTO. Nadwozie samochodu pochodziło od modelu LeMans Sport Coupe, wyposażone było w silnik 400 lub 455 in³ V8 z czterogardzielowym gaźnikiem, skrzynię biegów Turbo Hydra-Matic, kokpit oraz fotele kubełkowe firmy Strato, wspomaganie kierownicy, mocne hamulce tarczowe, koła Rally II lub Honeycomb, oraz zawieszenie typu Radial Tuned Suspension, z biało ściennymi oponami radialnymi. Dealer zastąpił oznaczenia Pontiac i LeMans emblematami "GTO" na w całym pojeździe. Model ten mógł być wyposażony również w każdą opcję wyposażenia dostępną w modelu LeMans bez żadnej dodatkowej opłaty.
W roku 1976 Jim Wangers podobno zaprezentował model LeMans Sport Coupe jako prototyp nowego GTO Judge, był on wyposażony w silnik V8 o pojemności 400 in³, nadwozie było pomalowane w kolorze Carousel Red, pomysł ten zrodził się głównie z powodu dużego wzrostu zainteresowania modelem Firebird Trans Am (osiągał on wówczas prawie 50% wszystkich sprzedanych Firebirdów), nowy GTO miał na celu dotarcie do tych nabywców, którzy pragnęli sportowych osiągów lecz potrzebowali większej przestrzenie z tyłu pojazdu i bagażnika o większej pojemności. Jednakże, przedstawiciele Pontiaca oficjalnie zaprzeczyli planom produkcji średniej wielkości GTO, projekt został jednak nieznacznie poprawiony i wdrożony do produkcji; nie jako nowe wcielenie GTO, lecz jako '77 Pontiac Can Am.
W ciągu kolejnych 30 lat Pontiac opracował kilka planów ponownego wprowadzenia modelu GTO na rynek, jednak żaden projekt nie doczekał się realizacji. W roku 1988, kiedy Oldsmobile planował zbudowanie modelu 442 opartego na samochodzie Cutlass Calais, Pontiac zbudował prototyp GTO oparty na modelu Grand Am, koncept został wyposażony w silnik Quad 4. Odrodzony 442 wprowadzony do produkcji w roku 1990, odniósł niewielki sukces na rynku motoryzacyjnym, sprzedaż była niska co zadecydowało o anulacji "wskrzeszania" GTO.
Japońska firma Mitsubishi sprzedawała model GTO coupé, był on jednak sprzedawany w Stanach Zjednoczonych oraz w Kanadzie jako Mitsubishi 3000GT aby zapobiec możliwym konfliktom prawnym z Pontiacem. Fani amerykańskiego GTO uważali przywłaszczenie sobie nazwy prawdziwego muscle cara do japońskiego samochodu za świętokradztwo, sytuacja ta była podobna do wydarzeń z lat 60, kiedy Pontiac nadał swojemu nowemu samochodowi nazwę pochodzącą od rajdowego modelu Ferrari.

## GTO 1999
Podczas Detroit Auto Show w roku 1999 został przedstawiony prototyp GTO z legendarnym kształtem nadwozia, którego linie przypominały butelkę. Był to jedynie eksperyment modelarski, prototyp ów był makietą pozbawioną silnika. Wersja ta nigdy nie weszła do produkcji.